# Orientierungslauf-Europameisterschaften
Die Orientierungslauf-Europameisterschaften wurden erstmals 1962 ausgetragen. Danach gab 1964 eine weitere Austragung. Mit der Einführung der Weltmeisterschaften 1966 wurden Europameisterschaften nicht mehr veranstaltet. Seit 2000 werden wieder im Zweijahres-Turnus Europameisterschaften ausgetragen.

## Programm
Bei den ersten beiden Austragungen gab es nur die Disziplinen Einzel und Staffel. Bei den Austragungen ab 2000 wurden die Disziplinen Sprint, Mittel (ab 2002), Lang, Staffel und Sprint-Staffel (ab 2016) angeboten. Mit der Aufteilung der Weltmeisterschaften in eine Sprint- und Wald-WM werden die Europameisterschaften seit 2021 jährlich durchgeführt, wobei jeweils diejenigen Disziplinen angeboten werden, die an den Weltmeisterschaften nicht im Programm stehen.
Das offizielle Europameisterschafts-Programm sieht aktuell wie folgt aus:
Wald-EM (gerade Jahre):
- Mittel
- Lang
- Staffel

Sprint-EM (ungerade Jahre):
- Sprint
- Knock-Out-Sprint
- Sprint-Staffel

## Austragungsorte
| Jahr | Datum                 | Ort        | Anmerkungen |
| ---- | --------------------- | ---------- | ----------- |
| 1962 | 22. bis 23. September | Løten      |             |
| 1964 | 26. bis 27. September | Le Brassus |             |
| 2000 | 30. Juni bis 4. Juli  | Truskawez  |             |
| 2002 | 25. bis 30. September | Sümeg      |             |
| 2004 | 10. bis 17. Juli      | Roskilde   |             |
| 2006 | 7. bis 14. Mai        | Otepää     |             |
| 2008 | 25. Mai bis 1. Juni   | Ventspils  |             |
| 2010 | 27. Mai bis 6. Juni   | Primorsko  |             |
| 2012 | 14. bis 20. Mai       | Falun      |             |
| 2014 | 9. bis 16. April      | Palmela    |             |
| 2016 | 25. bis 31. Mai       | Jeseník    |             |
| 2018 | 5. bis 13. Mai        | Tessin     |             |
| 2020 | 19. bis 23. August    | Rakvere    | Wald-EM     |
| 2021 | 13. bis 16. Mai       | Neuchâtel  | Sprint-EM   |
| 2021 | 23. bis 29. August    | Saransk    | Sprint-EM   |
| 2022 | 3. bis 7. August      | Rakvere    | Wald-EM     |
| 2023 | 3. bis 7. Oktober     | Verona     | Sprint-EM   |
| 2024 | 15. bis 20. August    | Mór        | Wald-EM     |
| 2025 | 20. bis 24. August    | Belgien    | Sprint-EM   |

## Einzel/Klassik/Lang

### Herren
| Jahr | Gold             | Silber           | Bronze              | Anmerkungen        |
| ---- | ---------------- | ---------------- | ------------------- | ------------------ |
| 1962 | Magne Lystad     | Bertil Norman    | Sivar Nordström     | 16,5 km, 13 Posten |
| 1964 | Erkki Kohvakka   | Alex Schwager    | Aimo Tepsell        | 15,0 km, 15 Posten |
| 2000 | Walentin Nowikow | Marián Dávidík   | Bjørnar Valstad     |                    |
| 2002 | Thomas Bührer    | Bjørnar Valstad  | Emil Wingstedt      | 12,4 km, 23 Posten |
| 2004 | Kalle Dalin      | Mats Haldin      | Emil Wingstedt      | 14,5 km, 29 Posten |
| 2006 | Jani Lakanen     | Daniel Hubmann   | Olle Kärner         | 16,2 km, 33 Posten |
| 2008 | Dmitri Zwetkow   | Daniel Hubmann   | Emil Wingstedt      | 16,9 km, 33 Posten |
| 2010 | Daniel Hubmann   | Philippe Adamski | Fabian Hertner      | 17,1 km, 30 Posten |
| 2012 | Olav Lundanes    | Matthias Merz    | Walentin Nowikow    | 15,4 km, 33 Posten |
| 2014 | Daniel Hubmann   | Olav Lundanes    | Fredrik Johansson   | 20,3 km, 30 Posten |
| 2016 | Daniel Hubmann   | Magne Dæhli      | Martin Regborn      | 16,1 km, 23 Posten |
| 2018 | Olav Lundanes    | Matthias Kyburz  | Gernot Kerschbaumer | 14,9 km, 35 Posten |
| 2022 | Martin Regborn   | Eskil Kinneberg  | Elias Kuukka        | 17,3 km, 31 Posten |

### Damen
| Jahr | Gold                   | Silber                          | Bronze            | Anmerkungen        |
| ---- | ---------------------- | ------------------------------- | ----------------- | ------------------ |
| 1962 | Ulla Lindkvist         | Marit Økern                     | Emy Gauffin       | 7,5 km, 7 Posten   |
| 1964 | Margrit Thommen        | Ann-Marie Wallsten              | Ulla Lindkvist    | 8,1 km, 10 Posten  |
| 2000 | Hanne Staff            | Brigitte Wolf                   | Yvette Baker      |                    |
| 2002 | Simone Niggli-Luder    | Hanne Staff                     | Birgitte Husebye  | 6,7 km, 17 Posten  |
| 2004 | Simone Niggli-Luder    | Emma Engstrand                  | Tatjana Rjabkina  | 9,6 km, 21 Posten  |
| 2006 | Simone Niggli          | Heli Jukkola                    | Minna Kauppi      | 10,9 km, 25 Posten |
| 2008 | Anne Margrethe Hausken | Tatjana Rjabkina                | Emma Engstrand    | 11,0 km, 24 Posten |
| 2010 | Simone Niggli          | Dana Brožková                   | Helena Jansson    | 11,2 km, 26 Posten |
| 2012 | Simone Niggli          | Tatjana Rjabkina                | Minna Kauppi      | 9,7 km, 24 Posten  |
| 2014 | Judith Wyder           | Swetlana Mironowa               | Catherine Taylor  | 13,3 km, 23 Posten |
| 2016 | Tove Alexandersson     | Anne Margrethe Hausken Nordberg | Swetlana Mironowa | 10,3 km, 15 Posten |
| 2018 | Tove Alexandersson     | Natalia Gemperle                | Julia Gross       | 11,2 km, 25 Posten |
| 2022 | Venla Harju            | Tove Alexandersson              | Marika Teini      | 12,9 km, 20 Posten |

## Mittel

### Herren
| Jahr | Gold              | Silber            | Bronze            | Anmerkungen       |
| ---- | ----------------- | ----------------- | ----------------- | ----------------- |
| 2002 | Michail Mamlejew  | Juri Omeltschenko | Jamie Stevenson   | 5,2 km, 15 Posten |
| 2004 | Thierry Gueorgiou | Jarkko Huovila    | Emil Wingstedt    | 6,4 km, 22 Posten |
| 2006 | Thierry Gueorgiou | Martins Sirmais   | Walentin Nowikow  | 6,7 km, 18 Posten |
| 2008 | Thierry Gueorgiou | Martins Sirmais   | Pasi Ikonen       | 6,7 km, 22 Posten |
| 2010 | Walentin Nowikow  | Matthias Merz     | Daniel Hubmann    | 6,4 km, 22 Posten |
| 2012 | Olav Lundanes     | Walentin Nowikow  | Carl Waaler Kaas  | 6,2 km, 23 Posten |
| 2014 | Daniel Hubmann    | Fabian Hertner    | Thierry Gueorgiou | 7,9 km, 22 Posten |
| 2016 | Matthias Kyburz   | Gustav Bergman    | Lucas Basset      | 5,7 km, 24 Posten |
| 2018 | Matthias Kyburz   | Florian Howald    | Olav Lundanes     | 5,3 km, 24 Posten |
| 2022 | Albin Ridefelt    | Anton Johansson   | Gustav Bergman    | 6,3 km, 22 Posten |

### Damen
| Jahr | Gold               | Silber              | Bronze             | Anmerkungen       |
| ---- | ------------------ | ------------------- | ------------------ | ----------------- |
| 2002 | Gunilla Svärd      | Brigitte Wolf       | Birgitte Husebye   | 4,5 km, 13 Posten |
| 2004 | Hanne Staff        | Dainora Alšauskaitė | Tatiana Ryabkina   | 5,3 km, 21 Posten |
| 2006 | Minna Kauppi       | Marianne Andersen   | Heli Jukkola       | 5,7 km, 15 Posten |
| 2008 | Heli Jukkola       | Merja Rantanen      | Minna Kauppi       | 5,2 km, 16 Posten |
| 2010 | Simone Niggli      | Signe Søes          | Lena Eliasson      | 5,4 km, 22 Posten |
| 2012 | Simone Niggli      | Minna Kauppi        | Tatjana Rjabkina   | 5,2 km, 18 Posten |
| 2014 | Signe Søes         | Maja Alm            | Tove Alexandersson | 6,4 km, 17 Posten |
| 2016 | Tove Alexandersson | Judith Wyder        | Marika Teini       | 5,0 km, 21 Posten |
| 2018 | Marika Teini       | Tove Alexandersson  | Simona Aebersold   | 4,2 km, 16 Posten |
| 2022 | Simona Aebersold   | Evely Kaasiku       | Venla Harju        | 5,3 km, 20 Posten |

## Kurz/Sprint

### Herren
| Jahr | Gold                           | Silber            | Bronze                              | Anmerkungen       |
| ---- | ------------------------------ | ----------------- | ----------------------------------- | ----------------- |
| 2000 | Walentin Nowikow               | Juri Omeltschenko | Tore Sandvik                        |                   |
| 2002 | Emil Wingstedt                 | Håkan Pettersson  | Juri Omeltschenko                   | 3,2 km, 10 Posten |
| 2004 | Emil Wingstedt                 | Andrei Chramow    | Mårten Boström                      | 3,0 km, 20 Posten |
| 2006 | Emil Wingstedt                 | Jamie Stevenson   | Andrei Chramow                      | 3,1 km, 17 Posten |
| 2008 | Emil Wingstedt                 | Daniel Hubmann    | Andrei Chramow                      | 3,3 km, 19 Posten |
| 2010 | Fabian Hertner                 | Daniel Hubmann    | Emil Wingstedt                      | 3,3 km, 24 Posten |
| 2012 | Jonas Leandersson              | Kiril Nikolow     | Jerker Lysell Daniel Hubmann        | 3,5 km, 20 Posten |
| 2014 | Jonas Leandersson              | Jerker Lysell     | Martin Hubmann                      | 2,8 km, 22 Posten |
| 2016 | Matthias Kyburz                | Gustav Bergman    | Florian Howald                      | 3,4 km, 22 Posten |
| 2018 | Daniel Hubmann Matthias Kyburz |                   | Kristian Jones                      | 4,1 km, 27 Posten |
| 2021 | Emil Svensk                    | Yannick Michiels  | Gustav Bergman Kasper Harlem Fosser | 4,4 km, 25 Posten |

### Damen
| Jahr | Gold                   | Silber               | Bronze                   | Anmerkungen       |
| ---- | ---------------------- | -------------------- | ------------------------ | ----------------- |
| 2000 | Jenny Johansson        | Simone Luder         | Anna Górnicka-Antonowicz |                   |
| 2002 | Vroni König-Salmi      | Elisabeth Ingvaldsen | Anne Margrethe Hausken   | 2,9 km, 11 Posten |
| 2004 | Simone Niggli-Luder    | Jenny Johansson      | Emma Engstrand           | 2,5 km, 16 Posten |
| 2006 | Simone Niggli          | Marianne Andersen    | Minna Kauppi             | 2,7 km, 14 Posten |
| 2008 | Anne Margrethe Hausken | Heli Jukkola         | Helena Jansson           | 2,5 km, 14 Posten |
| 2010 | Helena Jansson         | Simone Niggli        | Maja Alm                 | 2,8 km, 21 Posten |
| 2012 | Simone Niggli          | Lena Eliasson        | Maja Alm                 | 3,2 km, 16 Posten |
| 2014 | Judith Wyder           | Nadija Wolynska      | Julia Gross              | 2,3 km, 19 Posten |
| 2016 | Judith Wyder           | Nadija Wolynska      | Maja Alm                 | 3,0 km, 18 Posten |
| 2018 | Tove Alexandersson     | Judith Wyder         | Natalia Gemperle         | 3,7 km, 23 Posten |
| 2021 | Tove Alexandersson     | Elena Roos           | Simona Aebersold         | 4,0 km, 21 Posten |

## Knock-Out-Sprint

### Herren
| Jahr | Gold            | Silber      | Bronze               | Anmerkungen |
| ---- | --------------- | ----------- | -------------------- | ----------- |
| 2021 | Matthias Kyburz | Joey Hadorn | Kasper Harlem Fosser |             |

### Damen
| Jahr | Gold               | Silber           | Bronze              | Anmerkungen |
| ---- | ------------------ | ---------------- | ------------------- | ----------- |
| 2021 | Tove Alexandersson | Simona Aebersold | Andrine Benjaminsen |             |

## Staffel

### Herren
| Jahr | Gold                                                                 | Silber                                                                 | Bronze                                                                 | Anmerkungen      |
| ---- | -------------------------------------------------------------------- | ---------------------------------------------------------------------- | ---------------------------------------------------------------------- | ---------------- |
| 1962 | Finnland Aimo Tepsell Esko Vainio Rolf Koskinen Erkki Kohvakka       | Schweden Bertil Norman Per-Olof Skogum Sven Gustafsson Halvard Nilsson | Norwegen Per Kristiansen Ola Skarholt Knut Berglia Magne Lystad        | kein Teil der EM |
| 1964 | Finnland Juhani Salmenkylä Rolf Koskinen Aimo Tepsell Erkki Kohvakka | Norwegen Ola Skarholt Per Kristiansen Sagne Lystad Stig Berge          | Schweden Sven-Olof Åsberg Sven Gustavsson Bertil Norman Pontus Carlson |                  |
| 2000 | Schweiz Matthias Niggli Christoph Plattner Thomas Bührer             | Tschechien Vladimír Lučan Michal Jedlička Rudolf Ropek                 | Schweden 2 Fredrik Löwegren Thomas Asp Jörgen Olsson                   |                  |
| 2002 | Finnland Jani Lakanen Pasi Ikonen Mats Haldin                        | Schweden 2 Johan Näsman Fredrik Löwegren Emil Wingstedt                | Dänemark Mikkel Lund René Rokkjær Carsten Jørgensen                    |                  |
| 2004 | Finnland Jarkko Huovila Pasi Ikonen Mats Haldin                      | Dänemark Chris Terkelsen René Rokkjær Carsten Jørgensen                | Schweden Kalle Dalin Johan Modig Emil Wingstedt                        |                  |
| 2006 | Schweden Niclas Jonasson Peter Öberg David Andersson                 | Frankreich François Gonon Damien Renard Thierry Gueorgiou              | Norwegen 2 Lars Skjeset Carl Waaler Kaas Øystein Kvaal Østerbø         |                  |
| 2008 | Russland Dmitri Zwetkow Andrei Chramow Walentin Nowikow              | Schweiz Baptiste Rollier Matthias Merz Daniel Hubmann                  | Finnland Jarkko Huovila Pasi Ikonen Mats Haldin                        |                  |
| 2010 | Schweiz Matthias Müller Fabian Hertner Matthias Merz                 | Frankreich Frédéric Tranchand Philippe Adamski Thierry Gueorgiou       | Norwegen Holger Hott Carl Waaler Kaas Olav Lundanes                    |                  |
| 2012 | Schweiz Martin Hubmann Matthias Müller Matthias Kyburz               | Schweden Jonas Leandersson Fredrik Johansson Anders Holmberg           | Frankreich Frédéric Tranchand Philippe Adamski François Gonon          |                  |
| 2014 | Schweden Jonas Leandersson Fredrik Johansson Gustav Bergman          | Tschechien Jan Petržela Vojtech Kraal Jan Procházka                    | Frankreich Frédéric Tranchand Lucas Basset Thierry Gueorgiou           |                  |
| 2016 | Schweiz 2 Florian Howald Baptiste Rollier Martin Hubmann             | Norwegen Carl Godager Kaas Eskil Kinneberg Magne Dæhli                 | Tschechien Jan Petržela Jan Šedivý Vojtěch Král                        |                  |
| 2018 | Norwegen Eskil Kinneberg Magne Dæhli Olav Lundanes                   | Schweiz Florian Howald Matthias Kyburz Daniel Hubmann                  | Frankreich Nicolas Rio Lucas Basset Frédéric Tranchand                 |                  |
| 2022 | Norwegen Magne Dæhli Kasper Harlem Fosser Eskil Kinneberg            | Schweden 3 Viktor Svensk Isac von Krusenstierna Max Peter Bejmer       | Schweiz Daniel Hubmann Florian Howald Matthias Kyburz                  |                  |

### Damen
| Jahr | Gold                                                              | Silber                                                           | Bronze                                                           | Anmerkungen      |
| ---- | ----------------------------------------------------------------- | ---------------------------------------------------------------- | ---------------------------------------------------------------- | ---------------- |
| 1962 | Schweden Siri Lundkvist Emy Gauffin Ulla Lindkvist                | Norwegen Lillis Kielland Babben Enger Marit Økern                | Schweiz Margrit Thommen Sonja Ballestad Käthi von Salis          | kein Teil der EM |
| 1964 | Schweden Ann-Marie Wallsten Eivor Steen-Olsson Ulla Lindkvist     | Schweiz Käthi von Salis Marlies Saxer Margrit Thommen            | Dänemark Ellen Berg Bodil Jakobsen Karin Agesen                  |                  |
| 2000 | Norwegen Elisabeth Ingvaldsen Birgitte Husebye Hanne Staff        | Schweden Katarina llberg Maria Sandström Jenny Johansson         | Vereinigtes Königreich Jenny James Yvette Baker Heather Monro    |                  |
| 2002 | Norwegen Elisabeth Ingvaldsen Birgitte Husebye Hanne Staff        | Schweiz Birgitte Wolf Vroni König-Salmi Simone Niggli-Luder      | Litauen Giedre Voveriene Vilma Rudzenskaite Ieva Sargautyte      |                  |
| 2004 | Schweden Karolina Arewång-Höjsgaard Jenny Johansson Gunilla Svärd | Norwegen Marianne Andersen Elisabeth Ingvaldsen Hanne Staff      | Russland Natalja Efimowa Olga Belozerowa Tatjana Rjabkina        |                  |
| 2006 | Finnland Paula Haapakoski Heli Jukkola Minna Kauppi               | Schweiz Lea Müller Vroni König-Salmi Simone Niggli               | Schweden Emma Engstrand Kajsa Nilsson Karolina Arewång-Höjsgaard |                  |
| 2008 | Schweden Lina Persson Emma Engstrand Helena Jansson               | Russland Natalia Korzhowa Julia Nowikowa Tatjana Rjabkina        | Finnland Katri Lindeqvist Merja Rantanen Minna Kauppi            |                  |
| 2010 | Schweden Karolina Arewång-Höjsgaard Lena Eliasson Helena Jansson  | Finnland Merja Rantanen Anna-Maija Fincke Minna Kauppi           | Schweiz Vroni König-Salmi Caroline Cejka Simone Niggli           |                  |
| 2012 | Russland Natalja Efimowa Swetlana Mironowa Tatjana Rjabkina       | Finnland Sofia Haajanen Merja Rantanen Minna Kauppi              | Schweden Annika Billstam Lina Strand Tove Alexandersson          |                  |
| 2014 | Schweiz Julia Gross Sabine Hauswirth Judith Wyder                 | Schweden Lilian Forsgren Karolin Olsson Alva Olsson              | Russland Julia Nowikowa Irina Nyberg Natalia Winogradowa         |                  |
| 2016 | Finnland Sari Anttonen Marika Teini Merja Rantanen                | Schweden Lina Strand Emma Johansson Tove Alexandersson           | Russland Julia Nowikowa Natalia Winogradowa Swetlana Mironowa    |                  |
| 2018 | Schweiz Judith Wyder Elena Roos Julia Gross                       | Schweden Lina Strand Sara Hagström Karolin Ohlsson               | Dänemark Cecilie Friberg Klysner Ida Bobach Maja Alm             |                  |
| 2022 | Schweden Lina Strand Sara Hagström Tove Alexandersson             | Tschechien Vendula Horčičková Adela Finstrlová Tereza Janošiková | Norwegen Ane Dyrkorn Marie Olaussen Andrine Benjaminsen          |                  |

## Sprint-Staffel
| Jahr | Gold                                                                         | Silber                                                             | Bronze                                                                                           | Anmerkungen |
| ---- | ---------------------------------------------------------------------------- | ------------------------------------------------------------------ | ------------------------------------------------------------------------------------------------ | ----------- |
| 2016 | Russland Natalia Winogradowa Gleb Tichonow Andrey Chramow Galina Winogradowa | Dänemark Cecilie Friberg Klysner Tue Lassen Søren Bobach Maja Alm  | Schweiz Judith Wyder Andreas Kyburz Martin Hubmann Rahel Friederich                              |             |
| 2018 | Schweiz Judith Wyder Florian Howald Martin Hubmann Elena Roos                | Schweden Lina Strand Emil Svensk Jonas Leandersson Karolin Ohlsson | Norwegen Sigrid Alexandersen Trond Einar Moen Pedersli Øystein Kvaal Østerbø Andrine Benjaminsen |             |
| 2021 | Schweiz Simona Aebersold Joey Hadorn Matthias Kyburz Elena Roos              | Schweden Lina Strand Gustav Bergman Emil Svensk Sara Hagström      | Norwegen Victoria Hæstad Bjørnstad Eskil Kinneberg Kasper Harlem Fosser Andrine Benjaminsen      |             |

## Ewiger Medaillenspiegel
Stand nach den Europameisterschaften 2022:
| Platz | Land                   | Gold | Silber | Bronze | Gesamt |
| ----- | ---------------------- | ---- | ------ | ------ | ------ |
| 1     | Schweiz                | 36   | 24     | 13     | 73     |
| 2     | Schweden               | 28   | 22     | 24     | 74     |
| 3     | Norwegen               | 12   | 14     | 16     | 42     |
| 4     | Finnland               | 12   | 8      | 14     | 34     |
| 5     | Russland               | 8    | 7      | 12     | 27     |
| 6     | Frankreich             | 3    | 3      | 5      | 11     |
| 7     | Dänemark               | 1    | 4      | 6      | 11     |
| 8     | Tschechien             | –    | 4      | 1      | 5      |
| 8     | Ukraine                | –    | 4      | 1      | 5      |
| 10    | Lettland               | –    | 2      | –      | 2      |
| 11    | Vereinigtes Königreich | –    | 1      | 5      | 6      |
| 12    | Estland                | –    | 1      | 1      | 2      |
| 12    | Litauen                | –    | 1      | 1      | 2      |
| 14    | Belgien                | –    | 1      | –      | 1      |
| 14    | Bulgarien              | –    | 1      | –      | 1      |
| 14    | Slowakei               | –    | 1      | –      | 1      |
| 17    | Österreich             | –    | –      | 1      | 1      |
| 17    | Polen                  | –    | –      | 1      | 1      |